# ماش

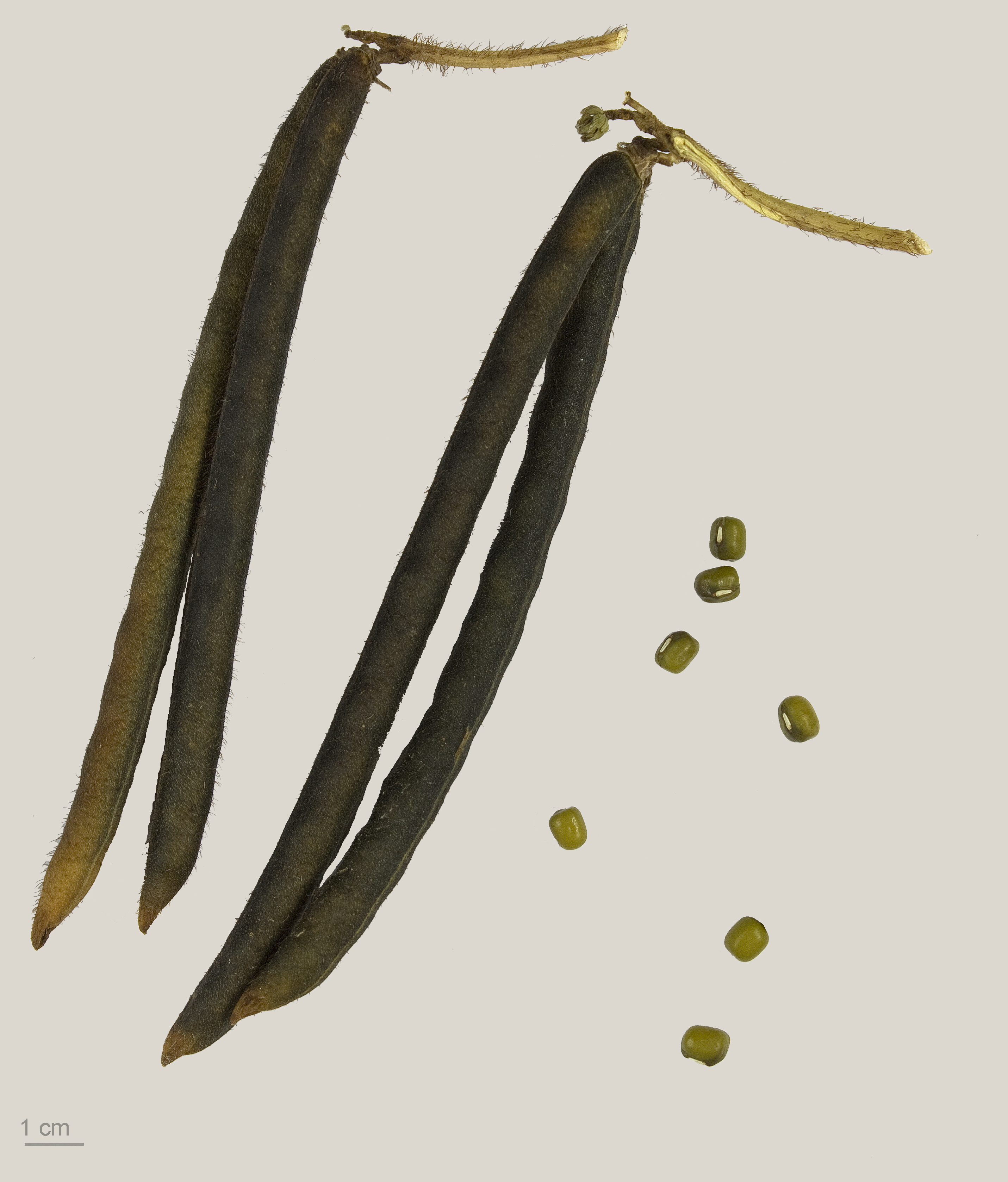
ماش

ماش (نام علمی: Vigna radiata) گیاهی از تیرهٔ باقلائیان (فاباسه)، راستهٔ باقلاسانان است. ماش گیاهی بومی هندوستان است اما در نقاط دیگر جهان مانند ایران نیز کشت می‌شود. در ایران این گیاه پس از برداشت جو یا گندم کاشته شده و در فصل پاییز و هنگامی که دانه‌های آن سفت و غلاف‌های آن زرد یا سیاه شد، محصول آن را در چند نوبت برداشت می‌کنند. نام انگلیسی ماش از یک لغت هندی به معنی «دانه سبز» مشتق شده‌است. سابقه کشت و استفاده از ماش به چهار هزار سال پیش و در جنوب هند بازمی‌گردد. در تایلند آثاری از استفاده و کشت ماش در ۲۲۰۰ سال پیش، کشف شده‌است. ماش در چین به سویای سبز معروف است. مصرف ماش آمریکا سالانه بیش از ده میلیون تن است که بیش از ۷۵٪ ماش مصرفی این کشور از خارج وارد می‌شود.

## گیاه‌شناسی
ماش گیاهی علفی، دارای ساقه زاویه‌دار به ارتفاع ۴۰ تا ۷۰ سانتی‌متر و برگ‌های منتهی به پیچک مرکب از ۴ تا ۷ زوج برگچه است. ماش گیاهی یک‌ساله و به شکل بوته یا بالا رونده است. ریشه‌های گیاه مستقیم و مقداری منشعب هستند. ساقه‌ها راست، ظریف، منشعب، کرک‌دار، به رنگ سبز روشن و به ارتفاع ۴۵ تا ۹۰ سانتی‌متر هستند. گل‌آذین به شکل خوشه و گلها به رنگ لیمویی زرد بر روی دمگل بلندی قرار گرفته‌است. غلاف‌ها باریک، استوانه‌ای و کمی کرک‌دار هستند که قبل از رسیدن، سبز روشن یا سبز تیره و زمان رسیدن سبز مایل به قهوه‌ای یا سیاه رنگ می‌شوند. در هر بوته ۲ تا ۸ غلاف و در هر غلاف ۱۰ تا ۲۰ بذر به رنگ سبز، طلایی، قهوه‌ای و سیاه مشاهده می‌شوند.
گاهی به علت داشتن پیچک از گیاهان مجاور خود بالا می‌رود و گل‌هایی به رنگ بنفش یا ارغوانی دارد. میوه ماش باریک و دراز و قهوه‌ای رنگ است و دانه‌های کوچک کروی به رنگ خاکستری، قهوه‌ای یا سبز در آن جای دارند.
گوشوارک‌ها درست در زیر محل خروج برگ و ساقه قرار دارند. میان‌گره در روی محور گل‌آذین بسیار متراکم است. خامه در طرف دیگر کلاله امتداد یافته‌است. دانهٔ گرده سه سوراخه بوده و دارای سطح مشبک و غده‌ای است.
ماش زراعی گیاهی است یکساله، بوته‌ای یا نیمه رونده به ارتفاع ۱۵–۹۰ سانتیمتر و حتی بیشتر که دارای ریشه‌های مستقیم با گره‌های درشت و شاخه‌های زیاد است. این شاخه‌ها مخصوصاً در قسمت بالایی دارای موهای زیاد، خاردار، خمیده یا باز هستند. شاخهٔ مرکزی بوته تقریباً ایستاده، ولی شاخه‌های جانبی نیمه ایستاده هستند. برگها مرکب و متشکل از سه برگچهٔ بزرگ به رنگ سبز روشن یا تیره بوده که تخم‌مرغی یا لوزی تخم‌مرغی هستند. برگ‌ها دارای دمبرگ طویل بوده به‌طوری که دمبرگ برگ‌های پایینی ۱۵–۸ و گاهی ۲۰ سانتیمتر طول دارد. طول دمبرگ‌های برگچه‌های جانبی در حدود ۶–۳ میلی‌متر و طول دمبرگ برگچهٔ اصلی حدود ۳۰ میلی‌متر است. گوشوارک‌ها دوکی-تخم‌مرغی بوده و حدود ۱۰ تا ۱۵ سانتیمتر طول دارند و درست از زیر برگها و شاخه‌ها خارج می‌شوند. گلهای ماش کوچک و به رنگ زرد متمایل به سبز یا لیمویی بوده و به صورت خوشه‌های متراکم و جانبی بر روی دمگلی بلندتر قرار دارند. هر خوشه شامل ۲۰–۱۰ گل است که تنها ۸–۵ عدد از آنها باز می‌شود.
کاسهٔ گل از ۵ کاسبرگ طویل تشکیل شده که کم و بیش به گلبرگ‌ها چسبیده‌اند. طول کاسبرگ ۴–۳ میلی‌متر بوده که در قسمت ابتدایی بهم چسبیده بوده و در قسمت بالا ۵ دندانه را تشکیل می‌دهند. اگر در هنگام گرده‌افشانی آب و هوا بارانی باشد تشکیل دانه‌ها تحت تأثیر قرار گرفته و دانه کمتری تولید خواهد شد. نحوهٔ جوانه‌زنی ماش از نوع اپی‌جیل (بالای زمینی) است. غلاف‌های ماش باریک و استوانه‌ای به اندازهٔ ۴ تا ۱۰ در ۰٫۵ سانتیمتر هستند که در بالا باریک و در پایین پهن می‌شوند.
رنگ غلاف‌ها در حالت نارس سبز روشن تا تیره و پس از رسیدن به رنگ قهوه‌ای متمایل به سبز یا خاکستری و کرم در می‌آیند. معمولاً روی غلافها موهای ستوز برگشته یا نیمه باز به رنگ قهوه‌ای و به طول ۱ میلیمتر دیده می‌شوند. دانه‌ها به رنگ زرد متمایل به سبز تا زیتونی، سبز تیره و حتی سیاه، استوانه‌ای و اندازهٔ آنها حدوداً ۴×۳ میلیمتر است. سطح خارجی بذرها به صورت کدر و براق دیده می‌شود. بذور رسیدهٔ ماش در حدود ۴ ماه پس از کاشت برداشت می‌شوند و وزن هزار دانهٔ آن بین ۳۰ تا ۴۰ گرم است.

## رویش
ماش به صورت وحشی روییده و غذایی مناسب برای دام است، اما به جهت مصرف خوراکی دانه‌های آن نیز پرورش می‌یابد. مواد قندی موجود در زیر برگ ماش نیز همواره موجب جذب زنبور عسل به رویش‌گاه این گیاه می‌شود.
ماش از گیاهان روز کوتاه بوده و روزهای بیش از ۱۴ ساعت برای رشد این گیاه مناسب نیست. به‌طور کلی اگر روزها بلند باشند، نمو آن به تعویق خواهد افتاد. البته عدهٔ معدودی از ارقام ماش به طول مدت روشنایی واکنش نشان نمی‌دهند. ماش در مناطق بارانی و خشک کشت می‌شود و مناسب مناطق مرطوب و گرمسیر نبوده و بارندگی شدید هنگام گل دادن برای آن بسیار مضر است. حتی بادهای مرطوب مانع لقاح گلهای ماش می‌گردند. ماش در مناطق خشک، نیمه خشک، نیمه‌گرمسیر و گرمسیر فقط تحت شرایط آبیاری محصول خوبی را تولید می‌کند. در مناطق مرطوب و گرمسیر هندوستان ماش هم در فصل مرطوب و هم در فصل خشک کشت می‌گردد. در فصل مرطوب به آبیاری احتیاجی نداشته و در فصل خشک تا ۵ بار آبیاری می‌گردد.
ماش در خاک‌های مختلف قادر به رشد بوده و در خاکهای سبک و غنی از مواد آلی یا اراضی لومی زهکش‌دار و شنی لومی محصول خوبی می‌دهد. اما در خاکهای مرطوب سرد و رسی و خاکهای آهکی موفقیت چندانی ندارد، به طوریکه در خاکهای آهکی قلیایی دچار کلروز (زردی) می‌شود. بهترین پی‌اچ خاک برای کشت ماش بین ۶–۵٫۵ بوده و در نواحی رسوبی، اسیدیتهٔ خاک جهت کشت ماش نبایستی بیش از ۵٫۵ باشد.

## کاربردها

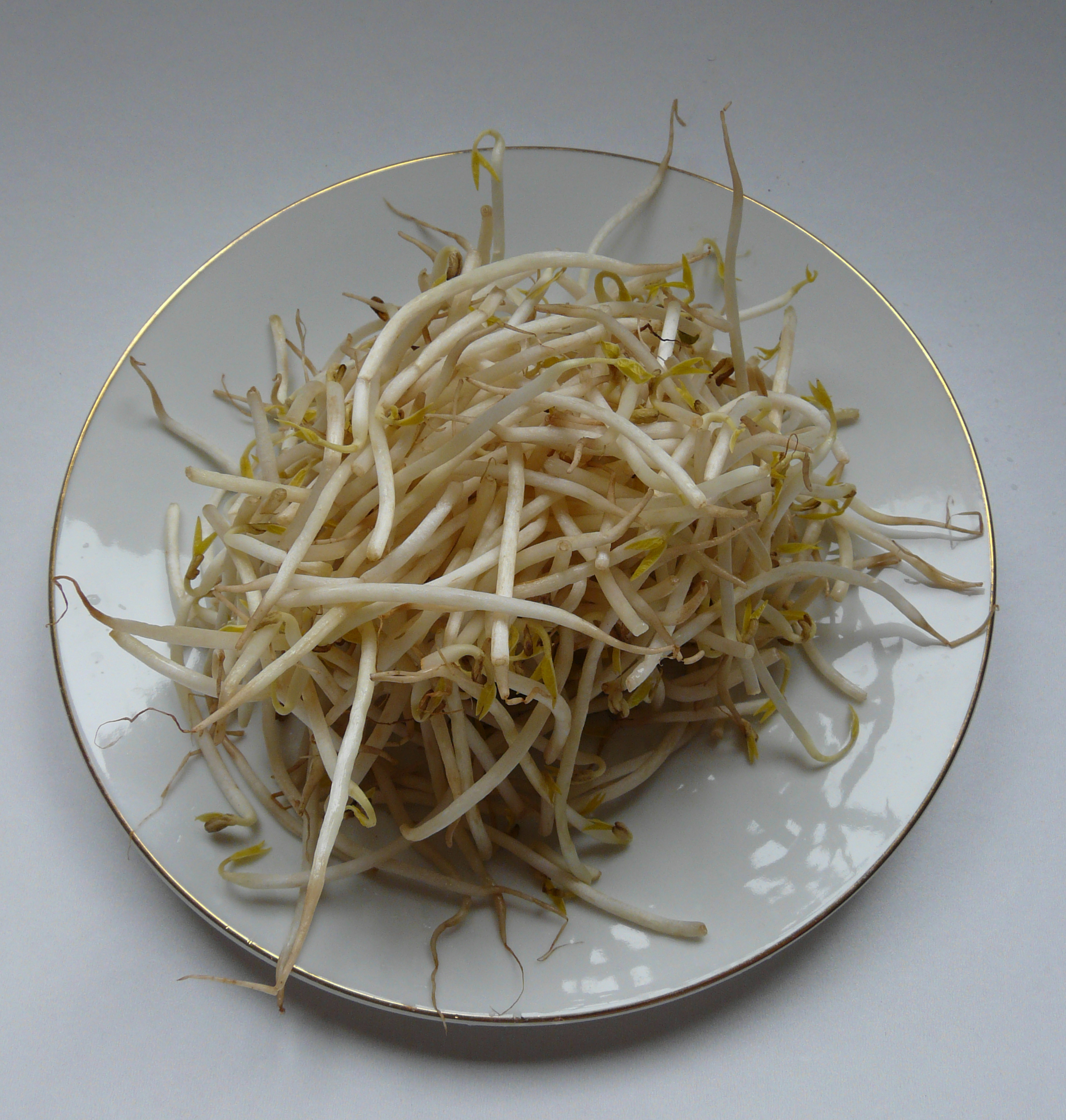
جوانه لوبیا ماش در یک بشقاب، اغلب به اشتباه به عنوان جوانه سویا نامیده می شود

از دانه‌های پختهٔ ماش سبز می‌توان در تهیه انواع سالادها بهره برد. ماش به شکل جوانه، خواص دارویی و مفید بیشتری از دانه‌های معمولی ماش دارد. در کشور هند دانه‌های ماش را آب‌پز کرده و در روغن سرخ نموده و در تهیه غذاها استفاده می‌کنند. در کشور فیلیپین سوپ تهیه شده از ماش را همراه میگو میل می‌کنند. ماش آب‌پز و سرخ شده در تهیه خورشت ماش به کار می‌رود. در تهیه غذاهای چینی، برمه، سریلانکا، تایلند، ژاپن، کره، فیلیپین، بنگلادش، پاکستان، هند، اندونزی، ویتنام و دیگر نقاط جنوب شرق آسیا از دانه ماش استفاده می‌شود. نشاسته موجود در ماش استخراج شده و در تهیه ژله‌ها و رشته فرنگی استفاده می‌شود. در آشپزی کشور چین از دانه‌های کاملاً پخته شده ماش و جوانه‌های ماش در تهیه انواع سالادها استفاده می‌شود. در منطقه کرالا هند، دانه‌های ماش را مانند آشپزی ایرانی همراه برنج مصرف می‌کنند. به عنوان یک خورشت سنتی فیلیپینی می‌توان از دانه‌های پخته شده ماش در کنار گوشت مرغ استفاده کرد. در آمریکا از ماش و جوانه‌های آن در تهیه سالادها و ساندویچها استفاده می‌شود. از ماش در تهیه انواع سوپ‌ها می‌توان استفاده کرد. در اروپا از ماش به شکل جوانه استفاده می‌شود و جوانه‌های ماش حاوی ویتامین ث است که در دانه‌های ماش این ویتامین مفید وجود ندارد. ماش را می‌توان در محلی دور از نور و در مکانی خنک و تاریک تا شش ماه نگهداری کرد.

## محتویات
- آب ۱۳ تا ۱۴ درصد
- پروتئین ۲۷ تا ۲۹ درصد
- کربوهیدرات ۴۰ تا ۴۶ درصد
- چربی ۱ تا ۳ درصد
- مواد معدنی ۲ تا ۵ درصد

## ارزش غذایی
ماش دارای ارزش غذایی بالایی است. دانه‌های ماش حاوی حدود ۵۵ تا ۶۵ درصد کربوهیدرات (معادل ۶۳۰ گرم به ازای هر کیلوگرم وزن خشک) است و سرشار از پروتئین، چربی، ویتامین‌ها و مواد معدنی است. ماش به‌عنوان منبعی اصلی از پروتئین‌های غذایی در نظر گرفته می‌شود. کربوهیدرات‌های ماش به‌راحتی قابل هضم هستند و در مقایسه با سایر انواع حبوبات باعث ایجاد نفخ کمتری در انسان می‌شود. هم دانه‌ها و هم جوانه‌های ماش، کالری کمتری نسبت به غلات تولید می‌کنند که باعث جذابیت آن برای افراد چاق و دیابتی می‌شود.